# Retrat de Francisco de Pisa (miniatura)
El Retrat de Francisco de Pisa, és una miniatura de 1610 d'El Greco, una de les poques obres en aquest format generalment incloses en el corpus pictòric de l'artista. Consta amb el número X-206 en el catàleg raonat d'obres d'aquest pintor, realitzat per l'especialista en la seva obra, Harold Wethey. L'any 2019, el seu valor històric, iconogràfic i artístic van fer que fos declarada Bé d'interès cultural, i que se'n destaqués la seva qualitat artística tècnica.

## Temàtica de l'obra
El famós erudit i escriptor Francisco de Pisa va ser l'autor de la Descripción de la imperial ciudad de Toledo (Toledo-1605)

## Anàlisi de l'obra
No està signada; Oli sobre paper enganxat sobre fusta; Miniatura de 9,5 × 5,8 cm.; Col·lecció privada.
A la part superior, junt a un escut d'armes amb una águila, hom llegeix el text "F.PISA....AETAT.63", mentre que a la part inferior hom llegeig "[LICE]NCIATUS VE-LUGA", la qual cosa ha portat a qüestionar la identitat del personatge retratat.
El vestit negre i la barba blanca destaquen sobre el fons verd obscur. "Aquesta petita obra, concebuda per a un cercle íntim té una sensibilitat diferent a la dels retrats oficials. El Greco va modelar la cara amb petites pinzellades, utilitzant un fons neutre per destacar la mirada del personatge.

## Procedència
- Beateri de Santa Ana (fundat pel mateix Francisco de Pisa), Toledo ?
- Las Benitas de la Purísima Concepción, Toledo.
- Benigno de la Vega-Inclán, Toledo, 1907.
- Gregorio Marañón y Posadillo, Toledo
- els seus hereus
- Subhastat per Ansorena el 29/05/2015